# The Ritual (2017)
The Ritual is een Britse horrorfilm uit 2017, geregisseerd door David Bruckner. De film is gebaseerd op het gelijknamige boek van Adam Nevill uit 2011, dat Joe Barton bewerkte tot scenario.

## Verhaal
Na de dood van een van hun vrienden bij een gewelddadige overval beslissen de vier vrienden Phil, Dom, Hutch en Luke om een trektocht te maken langs het pad van de koning (Kungsleden) in het Nationaal Park Sarek in Noord-Zweden. Nadat een van hen zijn knie blesseert, besluiten de mannen om een kortere route door het bos te nemen in plaats van het officiële pad te volgen. 
In het bos passeren ze een geslacht hert en in de bomen gekerfde symbolen. Wanneer het begint te schemeren en ze worden overvallen door een zware regenbui, besluiten ze om te schuilen in een verlaten huisje. Hier treffen ze halskettingen aan met eenzelfde soort symbolen en een poppetje gemaakt van twijgen. Bij het ontwaken de volgende morgen blijken ze alle vier nachtmerries te hebben gehad.
De mannen willen inmiddels zo snel mogelijk het bos uit. Luke probeert te bepalen welke kant ze op moeten en denkt daarbij een grote gestalte te zien, maar dat idee wordt weggewoven. De spanningen tussen de vier lopen intussen op. Ze moeten aan het eind van de dag opnieuw in het bos overnachten, deze keer in hun tentjes. Luke heeft opnieuw een nachtmerrie. Nadat hij wakker wordt, blijkt Hutch verdwenen. De andere drie gaan hem zoeken, maar kunnen daarna hun kampeerspullen niet meer terugvinden. Ze moeten verder zonder. Nadat Phil wordt meegesleurd door een ongezien iemand, slaan Dom en Luke op de vlucht. 
Dom en Luke vinden een pad dat naar een paar huisjes leidt. Zodra ze er een binnengaan, worden ze bewusteloos geslagen. Ze komen vastgebonden in een kelder weer bij bewustzijn. Een vrouw geeft twee mannen instructies om Dom mee te nemen. Bij terugkomst vertelt hij Luke dat ze hen willen offeren. Terwijl Dom buiten wordt vastgebonden, probeert Luke zichzelf los te maken. Een jonge vrouw legt hem uit dat haar volk een Jötun genaamd Moder vereert en offers brengt in ruil voor onsterfelijkheid. Luke krijgt de keuze tussen zich bij hen voegen of ook een offer worden.
Nadat de vrouw het vertrek verlaat, bevrijdt Luke zichzelf. Hij zet de hut in brand met een toorts, vindt een geweer en een bijl waarmee hij zich kan verdedigen en zet het op een lopen. Moder gaat hem achterna en vertraagt hem door hem hallucinaties op te dringen. Luke worstelt zich erdoor en bereikt uiteindelijk een open veld. Dit blijkt zijn redding, omdat Moder het bos niet kan verlaten.

## Rolverdeling
| Acteur               | Personage |
| -------------------- | --------- |
| Rafe Spall           | Luke      |
| Arsher Ali           | Phil      |
| Robert James-Collier | Hutch     |
| Sam Troughton        | Dom       |

## Achtergrond
Het verhaal speelt zich vooral af in het Nationaal Park Sarek in Zweden, maar de opnames van de film vonden plaats in de Zevenburgse Alpen in Roemenië. De film ging op 8 september 2017 in première op het internationaal filmfestival van Toronto, waar de rechten werden verkocht aan Netflix dat de film uitbracht op 9 februari 2018.

## Prijzen en nominaties
De belangrijkste:
| Jaar | Prijs                          | Categorie      | Genomineerde(n)          | Uitslag  |
| ---- | ------------------------------ | -------------- | ------------------------ | -------- |
| 2017 | British Independent Film Award | Beste effecten | Nick Allder en Ben White | Gewonnen |
| 2017 | Filmfestival van Sitges        | Beste acteur   | Rafe Spall               | Gewonnen |